# The Dandy Warhols
The Dandy Warhols blev dannet i 1992 med sangeren og guitaristen Courtney Taylor-Taylor som det flegmatiske fikspunkt. I 1995 udsendte de debutalbummet Dandys Rule OK?, der med titler som Lou Weed og Ride med al tydelighed markerede deres Lou Reed-inspiration.
Efter nogle kontraktproblemer udsendte gruppen i 1997 deres andet album Dandy Warhols Come Down. Pladen blev et undergrundshit i Europa og havde med singlen Not if You Were the Last Junkie on Earth en hitsingle, der skaffede gruppen en del opmærksomhed i hjemlandet.
Med 13 Tales From Urban Bohemia nåede The Dandy Warhols et kunstnerisk højdepunkt. Albummet, der med en snert af ironi var tilegnet George Harrison og Grateful Dead, indeholdt også gruppens til dato største hit Bohemian Like You, der roterede kraftigt på de amerikanske college-radioer.
I 2003 udsendte gruppen Welcome To the Monkey House, der var opkaldt efter en Kurt Vonnegut-novelle og bl.a. havde fået hjælp af Duran Duran-medlemmet Nick Rhodes i produktionsrummet. Det resulterede i gruppens til dato mest polerede udgivelse.
Efterfølgende opnåede gruppen det ærefulde hverv at være opvarmningsband for David Bowie på hans A Reality Tour i 2003.

## Diskografi

### Albums
- 1995: Dandys Rule OK?
- 1997: Dandy Warhols Come Down
- 2000: 13 Tales From Urban Bohemia'
- 2003: Welcome To the Monkey House
- 2005: Odditorium or Warlords of Mars